# Aspergiloza
Aspergiloza (Aspergillosis) je naziv za skupinu gljivičnih bolesti dišnih organa ljudi i životinja uzrokovanih gljivicama iz roda Aspergillus.

## Vanjske poveznice
- svijet-ljubimaca.com - Aspergiloza